# Lorenzo Lucca
Lorenzo Lucca (Moncalieri, 10 september 2000) is een Italiaans voetballer die uitkomt voor Udinese (dat hem overnam op huurbasis van AC Pisa) en het Italiaans voetbalelftal onder 21 jaar.

## Carrière

### Jeugd
Lucca begon zijn carrière als voetballer op achtjarige leeftijd in de jeugdopleiding van Torino. Niet veel later verkaste hij naar Atletico Torino. Bij Atletico Torino, een club uit de provincie Turijn, debuteerde hij op 16-jarige leeftijd in het eerste elftal. Bij zijn debuut was hij met twee treffers gelijk van waarde. Het seizoen daarop tekende Lucca bij Vicenza, destijds spelend in de Serie C. Ook bij Vicenza maakte de lange spits zijn minuten in het eerste elftal. Torino besloot hem daarom te contracteren, maar ook gelijk weer uit te lenen aan het hoogste jeugdelftal van Brescia. Ook het seizoen daarop speelde Lucca nog in de jeugd, maar dit keer bij Torino.

### Palermo
Nadat een grote doorbraak bij Torino uiteindelijk uitbleef, verkaste Lucca op 31 januari 2020 naar het in de Serie D uitkomende Palermo. Hoewel zijn aandeel klein was, behaalde Lucca wel zijn eerste succes in dat seizoen. Hij en Palermo promoveerden namelijk - ondanks de uitbraak van het coronavirus - naar de Serie C.
In juli 2020 tekende Lucca zijn eerste officiële profcontract voor vier jaar. Hij speelde vervolgens een sterk seizoen, scoorde 13 goals in de competitie en maakte de overstap naar AC Pisa uitkomend in de Serie B. Hij speelde in totaal 30 wedstrijden voor Palermo.

### Pisa
In zijn eerste seizoen maakte Lucca zijn debuut namens Pisa tegen SPAL en maakte hij op 7 september 2021 zijn debuut voor het Italiaans voetbalelftal onder 21 jaar in het wedstrijd tegen het Montenegrijns voetbalelftal onder 21 jaar. Hij speelde 35 wedstrijden in zijn debuutseizoen voor Pisa, waarin hij goed was voor zes goals en vier assists.

### Ajax
Op 29 juli 2022 maakte Ajax bekend interesse te hebben in Lucca. De Amsterdamse club wilde de spits in eerste instantie voor een jaar huren om hem daarna eventueel over te nemen voor een bedrag variërend van 10 tot 12 miljoen euro. Bij de Amsterdamse club wordt Lucca vooral gehaald als targetman: het type speler dat Ajax-trainer Alfred Schreuder graag in zijn selectie heeft. Op 4 augustus 2022 werd overeenstemming bereikt met Lucca en zijn club. Ajax huurt hem tot en met 30 juni 2023, met een optie tot koop. Op 14 augustus volgde zijn debuut in de Eredivisie, als invaller tegen FC Groningen. Zijn basisdebuut volgde op 11 januari in een bekerwedstrijd tegen FC Den Bosch. Op 6 en 9 november scoorde hij als invaller zijn enige twee Eredivisiedoelpunten voor Ajax, respectievelijk in de verloren topper tegen PSV en om een punt te redden tegen Vitesse. Hij speelde slechts veertien wedstrijden voor Ajax. Voor Jong Ajax speelde hij dertien wedstrijden, waarin hij zes keer scoorde, waaronder twee keer tegen latere kampioen Heracles Almelo. 

### Udinese
Lucca werd in het seizoen 2023/24 door AC Pisa verhuurd aan Serie A-ploeg Udinese, waar hij op 11 augustus met een doelpunt debuteerde in de eerste ronde van de Coppa Italia tegen Catanzaro. Op 20 augustus maakte hij tegen Juventus zijn Serie A-debuut. Op 3 december scoorde Lucca tweemaal in een 3-3 gelijkspel met Hellas Verona. In de interlandbreak van maart 2024 werd Lucca voor het eerst opgeroepen voor het nationale team van Italië, maar hij moest met een blessure afzeggen. 

## Clubstatistieken
| Seizoen | Club        | Competitie     | Competitie | Competitie | Competitie | Beker | Beker | Beker | Overig | Overig | Overig | Totaal | Totaal | Totaal |
| Seizoen | Club        | Competitie     | Wed.       | Dlp.       | Ass.       | Wed.  | Dlp.  | Ass.  | Wed.   | Dlp.   | Ass.   | Wed.   | Dlp.   | Ass.   |
| ------- | ----------- | -------------- | ---------- | ---------- | ---------- | ----- | ----- | ----- | ------ | ------ | ------ | ------ | ------ | ------ |
| 2017/18 | Vicenza     | Serie C        | 3          | 0          | 0          | 0     | 0     | 0     | —      | —      | —      | 3      | 0      | 0      |
| 2019/20 | Palermo     | Serie D        | 3          | 1          | 0          | 0     | 0     | 0     | —      | —      | —      | 3      | 1      | 0      |
| 2020/21 | Palermo     | Serie C        | 27         | 13         | 0          | 0     | 0     | 0     | —      | —      | —      | 27     | 13     | 0      |
| 2021/22 | AC Pisa     | Serie B        | 34         | 6          | 4          | 1     | 0     | 0     | —      | —      | —      | 35     | 6      | 4      |
| 2022/23 | → Jong Ajax | Eerste Divisie | 13         | 6          | 3          | —     | —     | —     | —      | —      | —      | 13     | 6      | 3      |
| 2022/23 | → Ajax      | Eredivisie     | 12         | 2          | 1          | 1     | 0     | 0     | 1      | 0      | 0      | 14     | 2      | 1      |
| 2023/24 | → Udinese   | Serie A        | 29         | 7          | 3          | 2     | 1     | 0     | —      | —      | —      | 31     | 8      | 3      |
| TOTAAL  | TOTAAL      | TOTAAL         | 121        | 35         | 11         | 4     | 1     | 0     | 1      | 0      | 0      | 126    | 36     | 11     |